# Хронологија ФНРЈ и КПЈ 1947.
Хронолошки преглед важнијих догађаја везаних за друштвено-политичка дешавања у Федеративној Народној Републици Југославији (ФНРЈ), деловање Комунистичке партије Југославије (КПЈ), Радничког покрета Југославије, као и општа политичка, друштвена, спортска и културна дешавања која су се догодила у току 1947. године.
| Јануар Фебруар Март Април Мај Јун Јул Август Септембар Октобар Новембар Децембар |

## Јануар

#### 5. јануар
- У Београду одржана прва дерби фудбалска утакмица између „Црвене звезде“ и „Партизана“.

#### 17. јануар
- У Љубљани Уставотворна скупштина НР Словеније изгласала и прогласила први Устав НР Словеније и променила назив у Народна скупштина НР Словеније, за чијег је председника изабран Фердо Козак.[1]
- У Београду Уставотворна скупштина НР Србије изгласала и прогласила Устав НР Србије и променила назив у Народна скупштина НР Србије, за чијег је председника изабран Аћим Груловић.[1]

#### 18. јануар
- У Загребу Уставотворни сабор НР Хрватске изгласао и прогласио први Устав НР Хрватске и променио назив у Сабор НР Хрватске, за чијег је председника изабран Златан Сремец.[1]

## Фебруар

#### 5. фебруар
- У Београду, од 5. до 13. фебруара, пред Војним судом Треће армије ЈА одржано суђење генерал-пуковнику Александру фон Леру (1885—1947), бившем команданту немачких трупа на Југоистоку. Поред њега, на процесу је суђено још шесторици високих немачких официра и сви су осуђени на смртну казну.

#### 9. фебруар
- У Сарајеву, од 9. до 11. фебруара, одржан Први конгрес Народног фронта Босне и Херцеговине.[2]

#### 10. фебруар
- У Паризу потписан Мировни уговор са Италијом у коме су била наведена сва места која спадају на једну или другу страну границе, као и ток граничне линије између Италије, Југославије и Слободне Територије Трста — новоформиране државе која је обухватала окупационе зоне „А“ (припала Италији) и зоне „Б“ (припала Југославији).[2]

#### 25. фебруар
- У Новом Саду, до 25. до 26. фебруара, одржана Прва конференција Народне омладине Војводине.[2]

| Јануар Фебруар Март Април Мај Јун Јул Август Септембар Октобар Новембар Децембар |

## Март

#### 4. март
- У Београду одржан састанак Политбироа ЦК КПЈ са руководством ЦК КП Србије на коме је Благоје Нешковић, секретара ЦК КПС критикован због „резервисаности према предлогу петогодишњег плана и опортунизма у остваривању откупа“.[3]
- У Загребу обновљен рад Југословенске академије знаности и умјетности (ЈАЗУ), која је основана 1867. године. Академија је тада изабрала ново руководство академије — председник Андрија Штампар, потпредседника Мирослав Крлежа и генерални секретар Бранимир Гушић.[4]

#### 8. март
- Президијум Народне скупштине ФНРЈ донео Указ којим је одузето држављанство свим члановима династије Карађорђевић и конфискована им целокупна имовина.[3]

#### 15. март
- У Београду председник Владе ФНРЈ Јосип Броз Тито примио делегацију омладине Италије, која се налазила у посети Народној омладини Југославије. Пријему је присуствовао и Славко Комар, председник Централног већа НОЈ.[5]

#### 16. март
- У Београду, од 16. до 18. марта, одржан Први конгрес Народног фронта Србије, на коме је изгласан Статут и изабран нови Главни одбор. За председника Извршног одбора Главног одбора изабран је Благоје Нешковић.[4]

## Април

#### 1. април
- Отпочела Омладинска радна акција на изградњи пруге „Шамац-Сарајево“, дуге 242 километра, која је представљала највећи објекат планиран у првој години Петогодишњег плана, а у њеној изградњи учествовало је 211.381 бригадира из Југославије.[6]
- Уредбом Владе ФНРЈ основано Државно предузеће за цивилни ваздушни саобраћај „Југословенски аеротранспорт“ (ЈАТ).[6]

#### 12. април
- На Цетињу одржан Први конгрес Народног фронта Црне Горе, на коме је усвојен Статут Народног фронта и изабран Главни одбор, за чијег председника је изабран Блажо Јовановић.[7]

#### 19. април
- У Москви одржан састанак министара иностраних послова великих Савезничких земаља посвећен закључивању мира са Аустријом. Југословенску делегацију на овом састанку предводио је потпредседник Владе ФНРЈ Едвард Кардељ.[7]

#### 27. април
- У Прагу, од 27. до 3. маја, одржано V европско првенство у кошарци. Кошаркашка репрезентација Југославије освојила је претпоследње тринаесто место, а прва три места на такмичењу освојиле су репрезентације Совјетског Савеза, Чехословачке и Египта. Ово је било прво учешће југословенске кошаркашке репрезентације на неком међународном такмичењу.

#### 28. април
- Народна скупштина ФНРЈ донела Закон о Првом петогодишњем плану развитка народне привреде ФНРЈ за период 1947-1951. тзв. „прву петољетку”.[7][5]

#### 29. април
- У Београду одржана премијера филма „Славица“, редитеља Вјекослава Афрића, који је био први послератни југословенски филм и уједно први партизански филм.

| Јануар Фебруар Март Април Мај Јун Јул Август Септембар Октобар Новембар Децембар |

## Мај

#### 18. мај
- У Новом Саду одржана Покрајинска конференција Народног фронта Србије за Војводину, на којој су одређени конкретни задаци Народног фронта у Војводини за наредни период и изабран Покрајински одбор.[8]

#### 23. мај
- Истраживачка комисија Уједињених нација оптужила ФНР Југославију, НР Албанију и НР Бугарску да помажу Демократску армију Грчке и тиме се мешају у Грчки грађански рат.

#### 24. мај
- У Београду одржана свечана седница Народног одбора града Београда на којој је донета одлука да се маршал Тито прогласи за почасног грађанина града Београда. На седници је такође одлучено да централна градска улица — Улица краља Милана назове Улицом маршала Тита.[8]

#### 25. мај
- У Београду, поводом прославе 55. рођендана Јосипа Броза Тита, приређен дочек 12 носилаца „Титових штафета“, које је у Белом двору примио маршал Тито. Ове године ношено је 11 штафета — шест републичких штафета, три штафете Југословенске армије, штафета пионира Југославије, штафета градитеља пруге Шамац-Сарајево и штафета града Београда, које је су прешле пут дуг 12.060 километара, а носило их је око 100.000 учесника.[9]

#### 29. мај
- У Загребу, од 29. маја до 7. јуна, пред Врховним судом НР Хрватске одржано суђење на коме је на смрт осуђено седам високих функционера Независне Државе Хрватске (НДХ), међу којима су били Славко Кватерник, др Мехмед Алајбеговић и др Зигфрид Каше.

## Јун

#### 2. јун
- На Цетињу одржан Трећи конгрес Народне омладине Црне Горе, на коме је председника поново изабран Радомир Коматина, а за секретара Вукосава Мићуновић.[10]

#### 8. јун
- У Скопљу, од 8. до 10. јуна, одржан Трећи конгрес Народне омладине Македоније, на коме је изабран нови Главни одбор, за чијег председника је поново изабран Димче Беловски.[10]

#### 12. јун
- У Љубљани одржан Трећи конгрес Народне омладине Словеније.[10]

#### 13. јун
- У Сарајеву, од 13. до 15. јуна, одржан Други конгрес Народне омладине Босне и Херцеговине.[10]

#### 21. јун
- У Београду Народна скупштина НР Србије изгласала Закон о Петогодишњем плану развитка народне привреде Србије.[10]

#### 26. јун
- У Загребу Сабор НР Хрватске усвојио Закон о Петогодишњем плану развитка народне привреде НР Хрватске и Закон о административно-територијалној подели.[10]

#### 27. јун
- У Сарајеву Народна скупштина НР Босне и Херцеговине изгласала Закон о Петогодишњем плану развитка народне привреде НР Босне и Херцеговине.[10]

| Јануар Фебруар Март Април Мај Јун Јул Август Септембар Октобар Новембар Децембар |

## Јул

#### 8. јул
- У Љубљани Народна скупштина НР Словеније усвојила Закон о петогодишњем плану развоја народне привреде НР Словеније.[11]

#### 12. јул
- У Сарајеву, 12. и 13. јула, одржан Други конгрес Антифашистичког фронта жена Босне и Херцеговине.[11]

#### 20. јул
- На планини Папук припадници Управе државне безбедности (УДБА) открили и ухапсили трочлану усташку терористичку групу у којој су били — Љубо Милош, Анте Врбан и Лука Гргић, након чега је УДБА покренула операцију „Гвардијан“ током које је у наредних годину дана ухапсила још 19 усташких група.[3]

#### 27. јул
- У посети Југославији, од 27. јула до 3. августа, боравила делегација Народне Републике Бугарске, коју је предводио председник Министарског савета Георги Димитров. Током које је на Бледу одржана Југословенско-бугарска конференција, на којој су размотрена питања узајамних односа двеју земаља у области економског, културног и политичког живота, као и припрема царинске уније и формирање Балканске федерације, након чега је потписан је тзв. „Бледски споразум“.[11][12][3]

## Август

#### 12. август
- У Љубљани Врховни суд НР Словеније под оптужбом за „шпијунажу и контрареволуционарни рад“ осудио на смртну казну Чртомира Нагоду (1903—1947), инжењера и лидера либералне странке Стара правда, како и још двојицу лица, којима је одлуком  Президијума Народне скупштине ФНРЈ смртна казна замењена временском.

#### 15. август
- У Марибору у Творници аутомобила Марибор отпочела израда првог југословенског послератног камиона — „ТАМ Пионир“, који је прављен по лиценци чехословачке фабрике камиона „Прага“.[13]

#### 31. август
- У Земуну у фабрици лекова „Галеника“ произведен први домаћи пеницилин.[3]

| Јануар Фебруар Март Април Мај Јун Јул Август Септембар Октобар Новембар Децембар |

## Септембар

#### 7. септембар
- На територији Народне Републике Босне и Херцеговине, 7. и 8. септембра, одржани општи избори за одборнике свих степена, на којима су највише гласова освојили кандидати Народног фронта Босне и Херцеговине.[13]

#### 13. септембар
- У Титограду, 13. и 14. септембра, одржан Први конгрес Јединствених синдиката Црне Горе, коме је присуствовало 297 делегата. На крају Конгреса изабран је Главни одбор и његово руководство — председник Владо Божовић и секретар Алекса Маркуш.[13]

#### 16. септембар
- Јединице Југословенске армије (ЈА) прешле демаркациону линију и запоселе територију Словеначког приморја и Истре, које су биле прикључене ФНР Југославији, на основу мировног споразума са Италијом.[14][3]

#### 22. септембар
- У близини места Вроцлава, у Пољској, од 22. до 27. септембра, одржано саветовање представника комунистичких и радничких партија НР Бугарске, Краљевине Румуније, НР Мађарске, Чехословачке, Пољске, Француске, Италије, ФНР Југославије и Совјетског Савеза. Ово саветовање одржано је на предлог руководства СКП(б) и на њему је донета одлука о стварању Информационог бироа неких комунистичких партија (Информбиро/Коминформ).[14][3][15]

#### 26. септембар
- У Београду, од 26. до 28. септембра, одржан Други конгрес Народног фронта Југославије, коме је присуствовало 1.200 делегата. Конгрес је отворио председник Владе ФНРЈ и председник Народног фронта Јосип Броз Тито који је поднео реферат Народни фронт као општенародна политичка организација. На Конгресу је усвојена Резолуција у којој су констатовани дотадашњи успеси Народног фронта и одређени нови задаци. На крају Конгрес изабран је Савезни и Извршни одбор, а за председник Народног фронта поново је изабран Јосип Броз Тито.[14][15]

#### 30. септембар
- У Београду одржан Оснивачки конгрес Савез бораца Народноослободилачког рата Југославије, организације која је окупљала бивше борце Народноослободилачке војске и бавила се очувањем тековина Народноослободилачког рата. За првог председника организације изабран је бивши Врховни командант НОВ и ПОЈ маршал Јосип Броз Тито.[14][15]

## Октобар

#### 5. октобар
- У Варшави званично потписан споразум о оснивању Информационог бироа неких комунистичких партија (Информбиро/Коминформ), који су сачињавале Свесавезна комунистичка партија (бољшевика), Комунистичка партија Југославије, Бугарска радничка партија (комуниста), Комунистичка партија Румуније, Мађарска комунистичка партија, Комунистичка партија Чехословачке, Пољска радничка партија, Италијанска комунистичка партија и Комунистичка партија Француске.[14][3][15]

#### 8. октобар
- У Београду, од 1. до 8. октобра, одржано суђење на коме је др Драгољуб Јовановић, лидер левог крила бивше Земљорадничке странке и народни посланик у Народној скупштини ФНРЈ, осуђен на девет година затвора. На истом суђењу је на пет година затвора био осуђен и Фрањо Гажи, инжењер агрономије и бивши сарадник Ивана Шубашића.[16][17]

#### 12. октобар
- На Цетињу, 12. и 13. октобра, одржана Прва конференција Антифашистичког фронта жена Црне Горе, на којој је изабран Главни одбор АФЖ Црне Горе од 122 члана и његово руководство — председник Лидија Јовановић и секретар Добрила Ојданић.[14]

#### 21. октобар
- Генерална скупштина Организације уједињених нација донела Резолуцију 109 у којој су се НР Албанија, ФНР Југославија и НР Бугарска позивале да не помажу Демократску армију Грчке и тиме се директно мешају у грађански рат у Краљевини Грчкој.

| Јануар Фебруар Март Април Мај Јун Јул Август Септембар Октобар Новембар Децембар |

## Новембар

#### 16. новембар
- Председник Владе ФНРЈ маршал Јосип Броз Тито посетио Сарајево, где је присуствовао свечаном пуштању у рад пруге „Шамац-Сарајево“.[3][18][19]

#### 25. новембар
- У Народној Републици Бугарској, од 25. до 28. новембра, боравила делегација Владе ФНРЈ, коју је предводио председник Владе Јосип Броз Тито. Током посете југословенска делегација је 26. новембра потписала Уговор о пријатељству, сарадњи и узајамној помоћи између ФНР Југославије и НР Бугарске.[20][3][19]

## Децембар

#### 6. децембар
- У посети Народној Републици Мађарској, од 6. до 9. децембра, боравила делегација Владе ФНРЈ, коју је предводио председник Владе Јосип Броз Тито. Приликом посете, југословенска делегација је 8. децембра потписала Уговор о пријатељству, сарадњи и узајамној помоћи између ФНР Југославије и Мађарске.[20][19]

#### 13. децембар
- У Приштини одржана седница Обласног народног одбора Аутономне Косовско-метохијске области на којој је извршено конституисање овог Одбора, усвојен Статут АКМО и изабран Обласни извршни одбор АКМО, чији је председник био Фадиљ Хоџа.[20]

#### 16. децембар
- У Новом Саду одржано заседање Народне скупштине Аутономне Покрајине Војводине на коме је конституисан Главни извршни одбор Народне скупштине АП Војводине, чији је председник био Лука Мркшић.[20]
- У посети Краљевини Румунији, од 16. до 20. децембра, боравила делегација Владе ФНРЈ, коју је предводио председник Владе Јосип Броз Тито. Током посете југословенска делегација је 19. децембра потписала Уговор о пријатељству, сарадњи и узајамној помоћи између Југославије и Румуније.[20][21]

| Јануар Фебруар Март Април Мај Јун Јул Август Септембар Октобар Новембар Децембар |